# Kirkharle
Kirkharle är en ort i civil parish Kirkwhelpington, i grevskapet Northumberland i England. Orten är belägen 20 km från Hexham. Kirkharle var en civil parish fram till 1958 när blev den en del av Kirkwhelpington. Civil parish hade 69 invånare år 1951.